# Hege Løken
Hege Løken (født 31. august 1993) er en norsk håndboldspiller, der spiller for HH Elite i Damehåndboldligaen. Hun har derudover også optrådt seks gange for det norske rekrutlandshold.
Løken skrev i marts 2022 under på en 2-årig kontrakt med den danske topklub HH Elite.

## Meritter
- EHF Champions League:
  - Kvartfinalist: 2017
- EHF European League:
  - Kvartfinalist: 2018, 2021
- Eliteserien:
  - Vinder: 2016, 2017
  - Sølv: 2018
- NM Cup:
  - Vinder: 2017